# Finocchio (Roms tunnelbana)
Finocchio är en station på Roms tunnelbanas Linea C. Stationen är belägen i korsningen mellan Via di Rocca Cencia och Piazza Serrule i Finocchio i sydöstra Rom och togs i bruk år 2014.
Stationen Finocchio har:
- Biljettautomater
- WC

## Kollektivtrafik
- Busshållplats för ATAC

## Omgivningar
- Santa Maria della Fiducia
- Via Casilina
- Collina della Pace – Parco Peppino Impastato